# Dualana veniliformis
Dualana veniliformis là một loài bướm đêm trong họ Geometridae.